# Conseil central de l'Abitibi–Témiscamingue–Nord-du-Québec
 (juillet 2019).
Le Conseil central de l'Abitibi–Témiscamingue–Nord-du-Québec est l'un des treize Conseils centraux affiliés à la Confédération des syndicats nationaux (CSN). Il est le chaînon régional regroupant les syndicats affiliés à la CSN dans les régions administratives de l'Abitibi-Témiscamingue et du Nord-du-Québec (MRC Jamésie).

## Rôle
Le rôle du Conseil central consiste à  :
- promouvoir par tous les moyens possibles la solidarité de tous les syndiqué-es affiliés à la CSN, dans la limite de leur territoire, et des travailleuses et travailleurs en général;
- s’occuper de l’expansion syndicale dans les limites de leur juridiction en collaborant étroitement avec la CSN;
- s’occuper de la formation et de l’action politique de leurs membres en collaboration avec les services de la CSN;
- agir comme représentant de leurs membres auprès de la CSN, en lui soumettant toutes les questions d’intérêt général;
- agir comme représentant de leurs membres sur le plan municipal, scolaire et sur le plan des autres organismes publics de leur juridiction;

## Territoire
Le territoire du CCATNQ s'étend sur près de 350 000 km2 couvrant six municipalités régionales de comté soit celles d'Abitibi, Abitibi-Ouest, Rouyn-Noranda, Témiscamingue, La Vallée-de-l'Or en Abitibi-Témiscamingue et de celle de la Jamésie au Nord-du-Québec.

Le territoire du CCATNQ-CSN couvre près de 350 000 km2
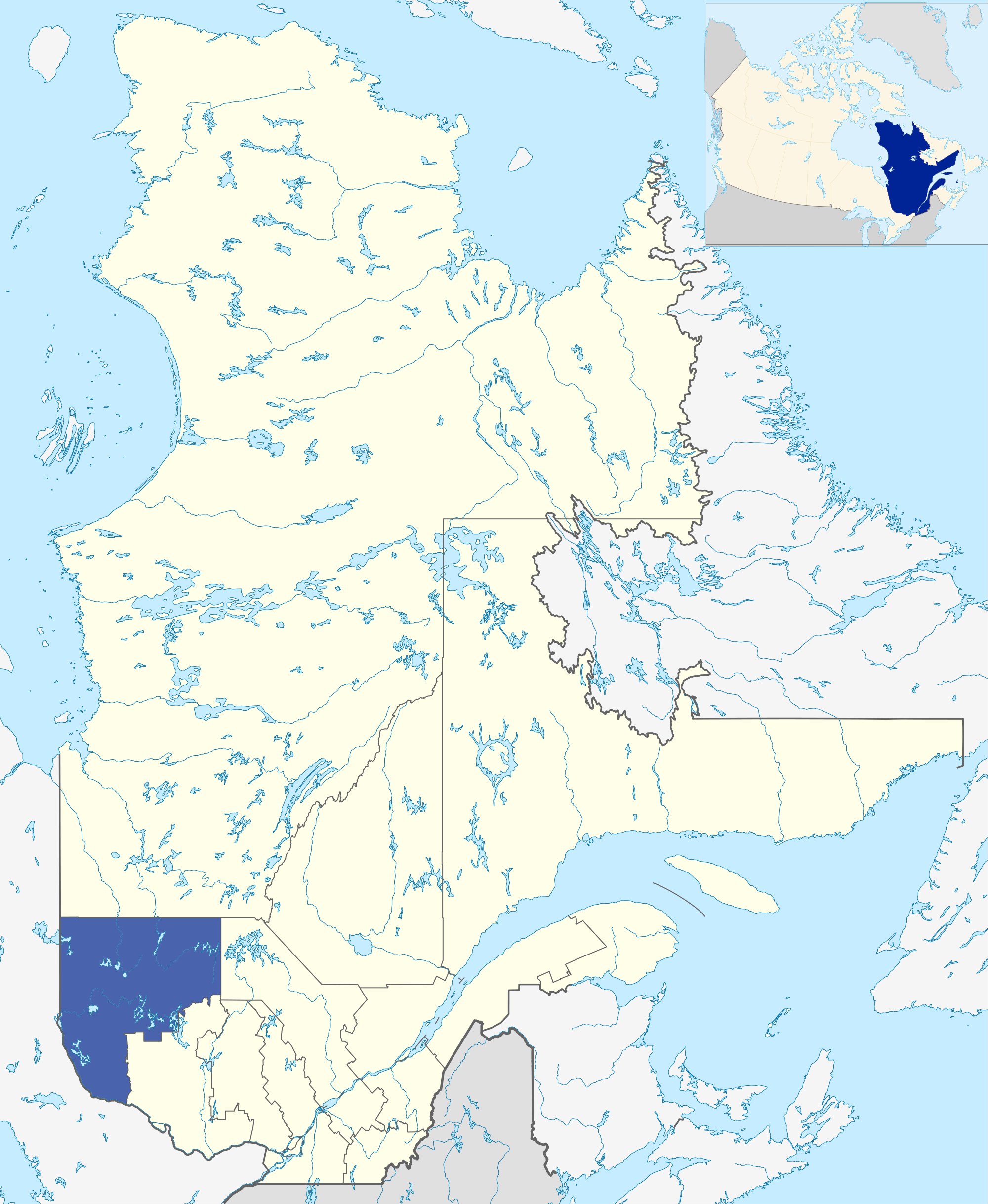
Abitibi-Témiscamingue
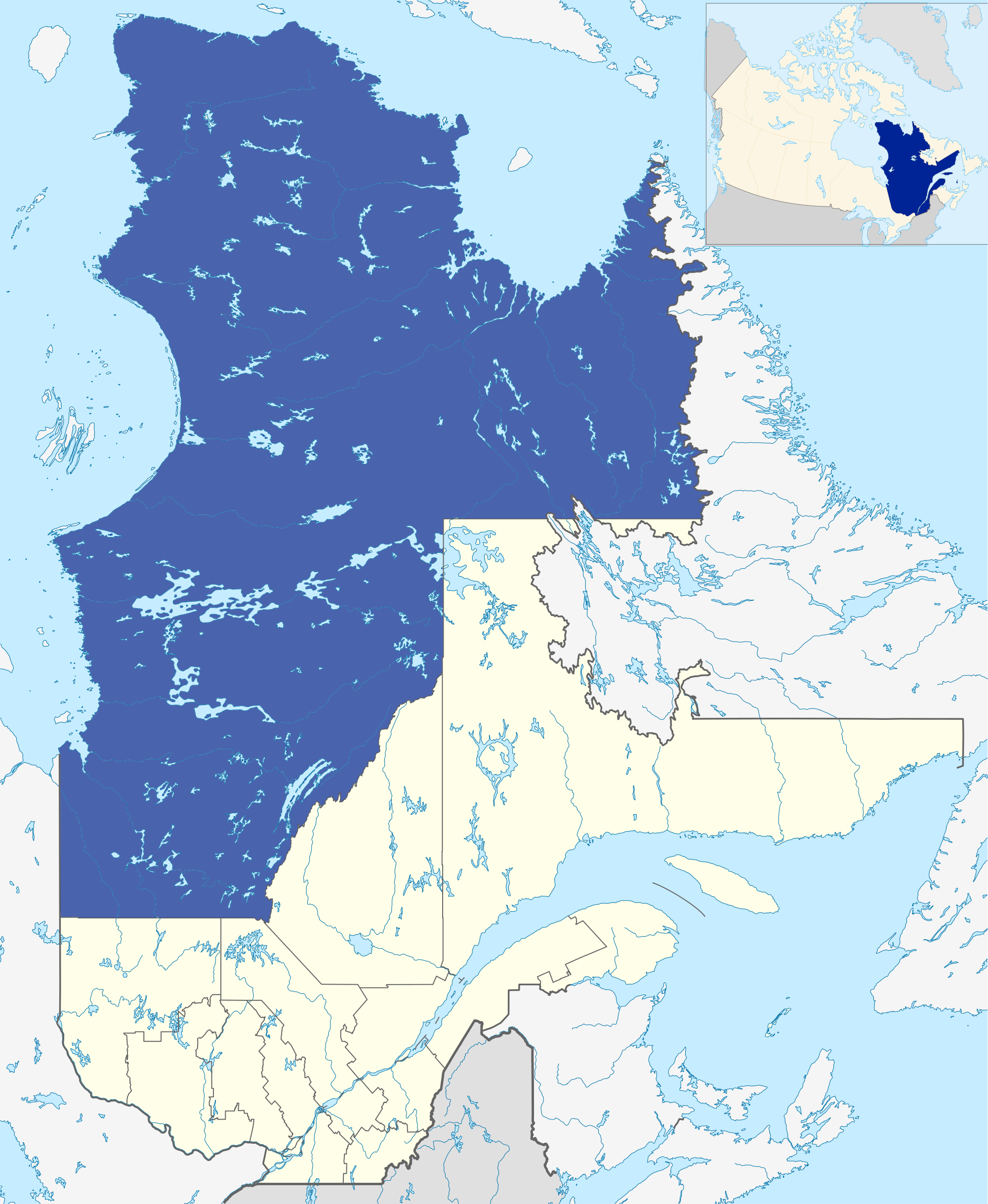
Nord-du-Québec

## Logo actuel

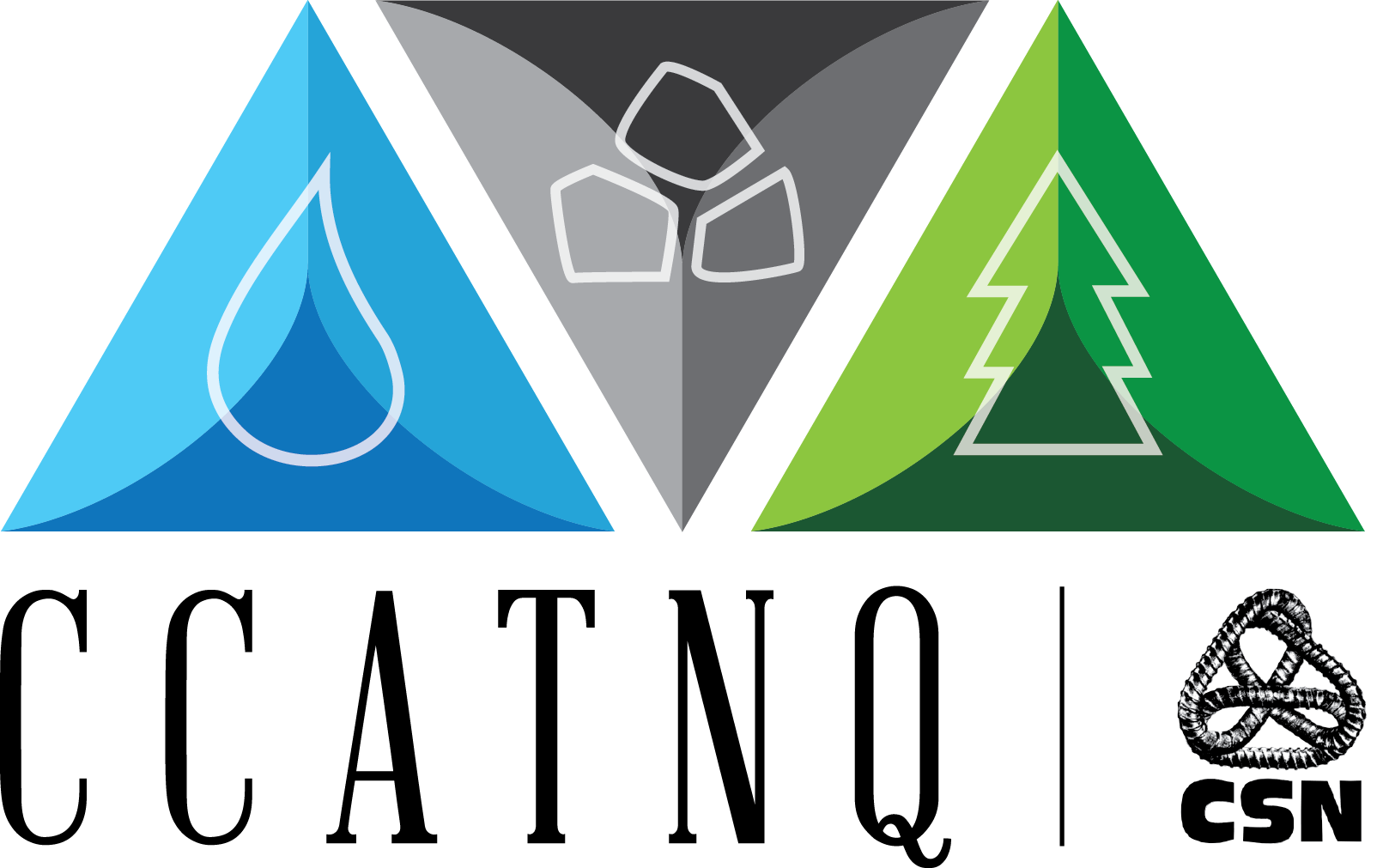

## Membres
Les près de 7 000 membres du CCATNQ sont répartis au sein de 70 syndicats affiliés présents sur l'ensemble du territoire.[réf. nécessaire]

## Comité exécutif actuel (2022-présent)
Présidence :  Félix-Antoine Lafleur, syndicat des paramédics de l'Abitibi-Témiscamingue—Nord-du-Québec (CSN)
Secrétariat-Trésorerie : Geneviève Morin (par intérim), syndicat des travailleurs et travailleuses Tembec-Senneterre (FIM-CSN)
Première vice-présidence : William Demers, CSN-SRPPSAM du CISSSAT
Seconde vice-présidence : Lyne Dénommé, syndicat des travailleurs et travailleuses Temfor (CSN)

## Histoire

### De la création jusqu'à 1979
Dès l’été 1963, une opération de syndicalisation de la Confédération des syndicats nationaux amène la création de six syndicats d’établissement de santé dans le nord-ouest québécois. Le 21 juin 1964, à Val-d’Or, c’est la réunion des délégués des syndicats d’hôpitaux des villes d’Amos, La Sarre, Val-d’Or et Ville-Marie ainsi que du sanatorium de Macamic qui mène à la création du Conseil central. Le nom donné à l’époque est Conseil central du Nord-Ouest Québécois (CCNOQ).
Devant l’augmentation du nombre de travailleuses et de travailleurs syndiqués à la CSN dans la région, c’est comptant dix-neuf syndicats représentant près de 2100 membres que le premier congrès officiel du Conseil central du Nord-Ouest Québécois s’est tenu du 14 au 18 septembre 1967. Le CCNOQ participe au Front commun de 1972, aux conflits à la Régie des alcools du Québec et dans le milieu hospitalier. Les secteurs de la forêt et de la métallurgie vécurent aussi d’importantes luttes, en particulier sur l’aspect de la santé et de la sécurité des milieux de travail.
Ces premières années furent aussi riches en enjeux sociopolitiques, le CCNOQ soutenant entre autres les clubs alimentaires, les caisses d’économies et les coopératives d’économie familiale ayant pour objectif de réduire l’impact de la société de consommation sur la situation financière de la classe ouvrière. Un accent particulier sur l’enjeu de la condition féminine fut mis de l’avant tout au long de ces années. Les combats pour le salaire égal pour travail égal, l’accès à un congé de maternité ainsi que le droit à la contraception et à l’avortement paveront la voie à certains droits qui sont aujourd’hui considérés comme des acquis. À noter que 1975, année internationale de la Femme, fut soulignée par l’organisation, les thèmes étaient : Égalité, Développement et Paix.

## Présidences
- 1964-1969 : Claude Gauthier, Syndicat des Employés d'hôpitaux de Val-d'Or
- 1969-1971 : Paul Rheault, Syndicat de la Construction d'Amos
- 1971-1976 : Claude Gauthier
- 1976-1979 : Denis Bergeron, Syndicat des Employés du Centre Hospitaliers St-Jean Macamic
- 1979-1979 : Hector Pelletier, Syndicat des Employés Hôtel-Dieu d'Amos
- 1979-1980 : Annette Tremblay, Syndicat des Employés Hôtel-Dieu d'Amos
- 1981-1982 : Lionel Faucher, Syndicat National des Employés de l'Hôpital Malartic
- 1982-1987 : Michel Paquin, Syndicat des Employés de Forex
- 1987-1993 : Serge Lefebvre, Syndicat des Employés de la Commission scolaire Abitibi
- 1993-1995 : Donald Rheault, Syndicat des Employé(e)s de soutien de la Commission scolaire Harricana
- 1995-1998 : Pierre Harvey, Syndicat des Travailleuses et Travailleurs du CLSC de l'Élan
- 1998-2001 : Lyne Lefebvre, Syndicat des Employés de la Commission scolaire Abitibi
- 2001-2007 : Angèle Bouchard, Syndicat des Employés et Employées de C.H. La Sarre
- 2007-2016 : Donald Rheault
- 2016-2017 : Giacomo Bouchard, Syndicat Régional des Travailleuses et Travailleurs du CRDIAT Clair-Foyer
- 2018-présent : Félix-Antoine Lafleur, Syndicat des Paramédics de l'Abitibi-Témiscamingue - Nord-du-Québec[2]